# Secrétaire d'État à la Sortie de l'Union européenne du cabinet fantôme
Le secrétaire d'État à la Sortie de l'Union européenne du cabinet fantôme (en anglais : Shadow Secretary of State for Exiting the European Union), dit secrétaire fantôme du Brexit (Shadow Brexit Secretary), est un ancien poste au sein du cabinet fantôme britannique qui traite des questions entourant le retrait du Royaume-Uni de l'Union européenne. La fonction fait office de miroir, entre 2016 et 2020, à celle de secrétaire d'État à la Sortie de l'Union européenne, depuis l'opposition officielle.

## Liste des secrétaires d'État
| Nom | Nom              | Portrait | Mandat          | Mandat         | Parti politique    | Leader        |
| --- | ---------------- | -------- | --------------- | -------------- | ------------------ | ------------- |
|     | Emily Thornberry |          | 20 juillet 2016 | 6 octobre 2016 | Parti travailliste | Jeremy Corbyn |
|     | Keir Starmer     |          | 6 octobre 2016  | 4 avril 2020   | Parti travailliste | Jeremy Corbyn |